# Лицарі справедливості
«Лицарі справедливості» — данський комедійний фільм 2020 року. Режисер Андерс Томас Єнсен. Сценаристи Андерс Томас Єнсен й Ніколай Арсель. Продюсер Сідсель Хюбшман. Світова прем'єра відбулася 19 листопада 2020 року; Прем'єра в Україні — 18 лютого 2021-го.

## Зміст
Головний герой втрачає дружину в залізничній катастрофі. Все, що відбувається, здається трагічною випадковістю. Він намагається розслідувати смерть дружини. Але, можливо, це ідеально сплановане вбивство?
Військовий, божевільний математик і парочка «відірваних» об'єднуються, щоб розібратися з питанням. Тепер вони — лицарі справедливості — команда невдах.

## Знімались
- Мадс Міккельсен
- Ніколай Лі Кос
- Ніколас Бро
- Роланд Мюллер
- Густав Лінд
- Ларс Брюгманн
- Мортен Суурбалле
- Якоб Ломанн
- Рікке Луїза Андерссон
- Густав Дієк'єр Гізе
- Єспер Грот
- Каспар Вельберг
- Андреа Хейк Гадеберг
- Анна Біргіта Лінд Фейгенберг